# 2018 في قطر
فيما يلي قوائم الأحداث التي وقعت خلال عام 2018 في قطر.

## رياضة
- 18 مارس – جائزة قطر الكبرى للدراجات النارية 2018

## أفلام
من الأفلام التي صدرت هذه السنة في قطر:
- 1 يناير – ولدي من إخراج محمد بن عطية.

## وفيات

### أكتوبر
- 14 أكتوبر – عبد العزيز جاسم (مواليد 1957) ممثل قطري.[1]